# Slavenski jezici
██ Zapadnoslavenski jezici češki, slovački, poljski, lužičkosrpski, polapski, kašupski
██ Istočnoslavenski jezici ruski, bjeloruski, ukrajinski, rusinski
██ Južnoslavenski jezici slovenski, hrvatski, srpski, bošnjački, crnogorski, makedonski, bugarski
Slavenski jezici (privatni kod: slav) su podskupina Indoeuropskih jezika. Obuhvaćaju 18 živih i izumrlih jezika koji čine tri osnovne grane, istočnu, zapadnu i južnu.
Ishodište današnjih slavenskih jezika je praslavenski jezik, odnosno stariji rekonstruirani baltoslavenski jezik. U indoeuropske jezike spadaju nadalje s armenskim jezikom, indoiranski jezicima, germanskim jezicima, anatolijskim jezicima ili luvo-hetitskim jezicima †, italskim jezicima, romanskim jezicima, ilirskim jezicima, keltskim jezicima, helenskim jezicima i toharskim jezicima †.

## Podjela slavenskih jezika
Kosim su slovima izdvojeni nazivi kojim se više ne koriste ili ih ne priznaje značajan broj govornika.[nedostaje izvor]

### Zapadnoslavenski jezici
Skupina ima 7 živih jezika, dva izumrla i jedan mikrojezik.
a. češko-slovačka jezična skupina (3)
a1. češki jezik [ces] 9.490.840.
a2. moravski jezik - nepriznat jezik u Češkoj
a3. slovački jezik [slk] 5.019.950.
a4. knaanski jezik [czk] - izumrli židovsko-slavenski jezik †
b. lužičkosrpski jezici (2) 
b1. gornjolužičkosrpski jezik [hsb] 18.240.
b2. donjolužičkosrpski jezik [dsb] 7240.
c. lehitski ili lehički (4)
c1. polapski jezik [pox] †
c2. kašupski jezik [csb] 3.000 
dijalekti: slovinački dijalekt - izumro početkom 20. st.
c3. poljski jezik [pol] 39.990.670.
c4. šleski jezik [szl] 60.000 (2002 census).
Drugi govor:
zapadnorusinski mikrojezik (bez kôda)

### Istočnoslavenski jezici
4 priznata jezika:
a1. bjeloruski jezik [bel] 8.618.630 govornika
a2. rusinski jezik [rue] 623.960 govornika
a3. ruski jezik [rus] 143.553.950 govornika
a4. ukrajinski jezik [ukr] 37.029.730 govornika
Drugi govori:
suržik - međujezik u Ukrajini
trasjanka - međujezik u Bjelorusiji
sibirski jezik - umjetni jezik, inačica ruskoga

### Južnoslavenski jezici
Osam jezika, oko devetoga, slavomoliškoga, izvori se razlikuju.
Zapadni
a1. crnogorski jezik [cnr] 232.600 govornika
a2. bošnjački jezik [bos] 2.203.800 govornika
a3. hrvatski jezik [hrv] 5.546.590 govornika
a3.1 čakavski [ckm]
a3.2 kajkavski
a3.2.1 kajkavski književni jezik [kjv]
a3.3. gradišćanskohrvatski
a3.4. moliški hrvatski
a4. moliški hrvatski [svm]
a5. slovenski jezik [slv] 1.909.050 govornika
a6. srpski jezik [srp] 7.020.550 govornika
Istočni
b1. bugarski jezik [bul] 9.097.220 govornika
b2. makedonski jezik [mkd] 2.113.170 govornika (nepriznat u Grčkoj i Bugarskoj)
b3. starocrkvenoslavenski [chu]  †
- Ostali govori i jezici

banatskobugarski jezik - jezik katoličkih Bugara u Rumunjskoj i Srbiji
crkvenoslavenski jezik - jezik u uporabi samo u bogoslužju
prekomurski jezik - nepriznat u Sloveniji, ali je književni jezik u časopisima i mediji
slavenosrpski jezik - jezik u uporabi samo u bogoslužju
goranski jezik (?)
- Politički projekt nasilnog spajanja jezika, kao međukorak utapanja hrvatskog u srpski jezik:

a1. srpsko-hrvatski jezik† koji doista nije ostvaren nikada kao jedan standardni jezik jer su bez obzira na sve nasilne pokušaje unifikacije opstali standardni jezici: hrvatski jezik i srpski jezik, čak i sam kontroverzni naziv jezika u bivšoj SFRJ nikada nije prihvaćen premda se rabio u ustavima pojedinih socijalističkih republika. Od 1. rujna 2008. godine svijet je prihvatio realnost i konačno je prestao postojati kôd i ime za taj neostvareni i nepoželjni hibrid te od tada više ne postoji u međunarodnoj razredbi. Još se ponegdje spominje jedino kao naziv za "srednjojužnoslavensku" skupinu jezika.

### Umjetni slavenski jezici
- međuslavenski jezik
- slovio
- lydnevi

### Kreolski slavenski jezici
- russenorsk

Po nekim razredbama, i suržik i trasjanka pripadaju ovdje.

## Wikipedije na slavenskim jezicima
(složene po broju članaka, stanje 2. veljače 2011.)
- pl - poljska
- ru - ruska
- uk - ukrajinska
- cs - češka
- sr - srpska
- sk - slovačka
- bg - bugarska
- sl - slovenska
- hr - hrvatska
- mk - makedonska
- sh - t.zv. srpskohrvatska
- be-x-old - bjeloruska (pisana taraškevicom)
- bs - bošnjačka
- be - bjeloruska
- hsb - gornjolužička
- csb - kašupska
- szl - šleska
- rue - rusinska
- dsb - donjolužička
- cu - staroslavenska

U fazi "inkubatora" su:
- ru-lat - ruski latinicom
- ru-old - ruski po pravopisnoj reformi od 1918.
- sr-zlatb - srpski zlatiborski ("užička")
- surzh - suržik
- sla - slavenoruska (starobjeloruska)

Zatvorene Wikipedije: 
- ru-sib - rusko-sibirska

## Vanjske poveznice
- Ethnologue (14th)
- Ethnologue (15th)
- Tree for Slavic  Arhivirana inačica izvorne stranice od 7. lipnja 2013. (Wayback Machine)